# Loggin
Loggin, auch Login oder Longin (altgriechisch Λογγῖνος, möglicherweise von altgriechisch λόγχη – Speer oder von lateinisch longinus – lang), ist ein männlicher Vorname, der aus dem Griechischen ins Russische entlehnt wurde. Der deutsche Vorname Ludwig (s. Ludwig Choris) und der niederländische Vorname Lodewijk (s. Login Petrowitsch Heiden) werden im Russischen oft mit Loggin wiedergegeben.

## Bekannte Namensträger
- Loggin Iwanowitsch Golenischtschew-Kutusow (russisch Логгин Иванович Голенищев-Кутузов) (1769–1846), russischer Offizier, Kartograph und Übersetzer, Generalleutnant der Kaiserlich Russischen Marine
- Login Petrowitsch Heiden (eigentlich Lodewijk Sigismund Vincent Gustaaf Reichsgraf van Heiden, russisch Логин Петрович Гейден) (1772–1850), russischer Admiral holländischer Abstammung und Gouverneur von Reval
- Loggin Osipowitsch Roth (russisch Логгин Осипович Рот) (1780–1851), russischer Regiments- und Korpskommandeur während des Vaterländischen Krieges von 1812
- Ludwig Choris (russisch Логгин Андреевич Хорис) (1795–1828), deutsch-russischer Maler, Zeichner, Lithograf und Forschungsreisender
- Longin (Loggin) Korjaschemski (russisch Лонгин Коряжемский) († 1540), Heiliger der Russisch-Orthodoxen Kirche, Gründer des Korjaschem Nicholas Klosters
- Longinus oder Logginus (russisch Лонгин Сотник), Heiliger, nach dem apokryphen Nikodemusevangelium und nach der Legenda aurea[2] jener römische Centurio, der Jesus nach dessen Tod einen Speer (die „Heilige Lanze“) in die Seite gestochen haben soll.[3]

## Anmerkung und Einzelnachweise
1. ↑  Es gibt keine verlässlichen Informationen über die Etymologie des griechischen Namens.
2. ↑  Jacobus a Voragine: Legenda aurea. Hrsg.: Th. Graesse. Otto Zeller, Osnabrück 1969, S. 202.
3. ↑  Joh 19,34 EU